# Neomardara divergens
Neomardara divergens är en fjärilsart som beskrevs av Collenette 1931. Neomardara divergens ingår i släktet Neomardara och familjen tofsspinnare. Inga underarter finns listade i Catalogue of Life.